# Salah Mohsen
Salah Mohsen (arabe : صلاح محسن), né le 1er septembre 1998 à Zagazig en Égypte, est un footballeur international égyptien qui évolue au poste d'ailier au Al-Masry SC.

## Biographie

### En club
Natif de Zagazig en Égypte, Salah Mohsen est formé par l'ENPPI Club. Il joue son premier match en équipe première le 22 octobre 2016, à l'occasion d'une rencontre de championnat face au Tanta SC, contre qui son équipe s'impose par trois buts à un. Lors de la première partie de saison 2017-2018 il inscrit 7 buts en 18 matchs de championnat.
Mohsen est alors repéré par l'Al Ahly, l'un des clubs les plus importants du pays, avec qui il s'engage le 30 janvier 2018. Il joue son premier match sous ses nouvelles couleurs dès le 8 février, en entrant en jeu lors de la victoire de son équipe face à l'Arab Contractors (0-3).
Le 25 janvier 2020 il est prêté au Smouha SC. Avec cette équipe il joue un total de quinze matchs pour six buts marqués, toutes compétitions confondues.

### En sélection
Avec la sélection olympique, il participe à la Coupe d'Afrique des nations des moins de 23 ans en 2019. Lors de cette compétition organisée dans son pays natal, il joue cinq matchs. L'Égypte remporte le tournoi en battant la Côte d'Ivoire en finale, après prolongation.
Non retenu pour la coupe du monde 2018, Salah Mohsen honore finalement sa première sélection avec l'équipe nationale d'Égypte le 8 septembre 2018, en étant titularisé face au Niger. Mohsen se distingue en inscrivant aussi son premier but et la rencontre se termine par une large victoire des Égyptiens (6-0).

## Palmarès

### En équipe nationale
- Vainqueur de la Coupe d'Afrique des nations des moins de 23 ans en 2019 avec l'équipe d'Égypte des moins de 23 ans